# Mimolagus rodens
Mimolagus rodens (Bohlin, 1951) è un mammifero estinto dell'ordine dei Lagomorfi: è l'unica specie appartenente al genere Mimolagus, nonché alla famiglia dei Mimolagidae (anche se alcuni autori preferirebbero attribuire la specie alla famiglia Eurymylidae).
Visse durante il Paleogene nei territori corrispondenti all'attuale provincia cinese del Gansu.
La specie ha sempre rappresentato un nodo piuttosto difficile da sciogliere per i paleontologi fin dall'anno della sua scoperta in Asia: presenta infatti tratti in comune sia coi Roditori (coi quali venne inizialmente classificata), sia coi Lagomorfi, con i quali viene attualmente classificata, sebbene nell'ambito di una propria famiglia a sé stante.
Fra le caratteristiche tipiche dei lagomorfi che questo animale possedeva, vi era la presenza di speciali strutture adibite alla produzione continua di smalto dentario, i grandi premolari e la probabile presenza di una doppia coppia di incisivi. Anche la conformazione della zampe è assai simile a quella riscontrabile negli attuali pica asiatici e nordamericani, mentre la struttura corporea è assimilabile a quella di un roditore.
L'opinione diffusa fra i tassonomi è quella di considerare questi animali non tanto come forme ancestrali dalle quali si sarebbero poi evoluti i lagomorfi odierni (questo onore è riservato ad altre specie, come Hsiunnania), quanto piuttosto come forme di transizione che non sono sopravvissute alla selezione naturale.